# Psammocythere hawaiiensis
Psammocythere hawaiiensis är en kräftdjursart som beskrevs av Hartmann 1991. Psammocythere hawaiiensis ingår i släktet Psammocythere och familjen Psammocytheridae. Inga underarter finns listade i Catalogue of Life.